# Malangsemirang
Malangsemirang is een bestuurslaag in het regentschap Indramayu van de provincie West-Java, Indonesië. Malangsemirang telt 1724 inwoners (volkstelling 2010).